# Рено Коад
Рено Коад (фр. Renaud Cohade, нар. 29 вересня 1984, Обена) — французький футболіст, півзахисник клубу «Мец».

## Ігрова кар'єра
У дорослому футболі дебютував 2001 року виступами за команду клубу «Нім-Олімпік», в якій провів три сезони, взявши участь у 76 матчах чемпіонату. 
Згодом з 2004 по 2006 рік грав у складі команд клубів «Бордо» та «Сет».
Своєю грою за останню команду привернув увагу представників тренерського штабу клубу «Страсбур», до складу якого приєднався 2006 року. Відіграв за команду зі Страсбурга наступні три сезони своєї ігрової кар'єри. Більшість часу, проведеного у складі «Страсбура», був основним гравцем команди.
Протягом 2009—2012 років захищав кольори «Валансьєнна».
Влітку 2012 перейшов до клубу «Сент-Етьєн». У перший же рік виграв разом з клубом кубок ліги 2012/13. За чотири роки провів 139 матчів за клуб у всіх змаганнях.
До складу клубу «Мец» приєднався в липні 2016 року. З сезону 2017/18 є капітаном команди, провів усі 38 матчів як сезону 2017/18, в якому клуб понизився в класі, так і сезону 2018/19, в якому «Мец» став чемпіоном другого дивізіону.

## Титули і досягнення
- Володар Кубка французької ліги (1):

«Сент-Етьєн»: 2012-13